# Ronald George Douglas
Ronald George Douglas (Osgood, Indiana, 10 de dezembro de 1938 – 27 de fevereiro de 2018) foi um matemático estadunidense, mais conhecido por seu trabalho sobre teoria dos operadores e álgebra de operadores.
Estudou no Instituto de Tecnologia de Illinois, obtendo um Ph.D. em 1962 na Universidade do Estado da Luisiana, orientado por Pasquale Porcelli. Esteve na Universidade de Michigan até 1969, quando foi para a Universidade de Stony Brook. A partir de 1986 passou a trabalhar na área administrativa da universidade, sendo eventualmente vice provost em Stony Brook em 1990, e provost da Texas A&M University de 1996 a 2002. Tem três filhos, dentre eles o físico Michael R. Douglas, teórico das cordas.
Dentre suas mais conhecidas contribuições à ciência está um artigo de 1977 com Lawrence G. Brown e Peter A. Fillmore (teoria BDF), que introduziu técnicas da topologia algébrica na teoria da álgebra de operadores. Este trabalho foi um precursor fundamental para a geometria não comutativa, como desenvolvido mais tarde por Alain Connes entre outros. Em adição, à teoria BDF theory, duas outras influentes teorias levam seu nome: álgebra de Douglas e operadores de Cowen-Douglas. Em décadas recentes é um proeminente advogado da teoria dos operadores multivariáveis. Seu livro em coautoria com V. Paulsen, "Hilbert modules over function algebras", introduziu uma estrutura analítica para o estudo de operadores tuplos comutadores.
Douglas orientou 23 teses de Ph.D., e seu livro Banach Algebra Techniques in Operator Theory na série Graduate Texts in Mathematics é um dos clássicos em teoria dos operadores.
Em 2012 foi eleito fellow da American Mathematical Society.
Foi palestrante convidado do Congresso Internacional de Matemáticos em Helsinque (1978: Extensions of C*-algebras and algebraic topology).